# Фурноло (Казерта)
Фурноло је насеље у Италији у округу Казерта, региону Кампанија.
Према процени из 2011. у насељу је живело 246 становника. Насеље се налази на надморској висини од 335 м.